# Jorge Riechmann Fernández
Jorge Riechmann Fernández   (Madrid, 24 de març de 1962) és un poeta, traductor, assagista, matemàtic, filòsof, ecologista i doctor en ciències polítiques espanyol. Com a autor d'una extensa obra poètica, està vinculat amb el grup de poetes de la poesia de la consciència.

## Biografia
D'avi patern alemany arribat a Espanya el 1919 i casat amb una andalusa de Ronda, Jorge Riechmann va ser un lector precoç i un dels escolars induïts a escriure gràcies als premis de redacció escolar de Coca-cola i el INLE, Institut del Libro Español. El seu amic, el poeta i sacerdot José Mascaraque Díaz-Mingo el va fer decantar definitivament a la poesia i va publicar la seva primera obra el 1977, en el número 1 de la revista Cuadernos Literarios Síntesis.
Desperta a la vida política a la primera meitat dels anys vuitanta, amb la campanya contra la permanència d'Espanya a l'OTAN. Des de llavors romandrà lligat als moviments ecopacifistes. En aquesta línia, el 2024 estava encausat per haver-se involucrat en protestes contra la inacció climàtica del govern espanyol.
Tradueix literatura francesa i alemanya al castellà. El 1985 va publicar la seva primera traducció, també per mediació de Mascaraque, una antologia bilingüe de René Char, Solitario y múltiple (Pliegos de Estraza, Madrid, 1985). Més endavant segueix traduint extensament la poesia de Char. En aquests anys va conèixer a Luis Antonio de Villena, qui va llegir obra inèdita seva i la va incloure a la seva antologia Postnovísimos de 1986, i a Jesús Munárriz, editor de Hiperión. Durant la mateixa època va començar a traduir a Heiner Müller, un altre autor important per a ell. Va ser redactor de la revista En pie de paz des de 1987 fins a 1994.
Es va llicenciar en Matemàtiques per la Universitat Complutense el 1986. També va estudiar Filosofia a la UNED (1984-1986) i literatura alemanya a la Universitat Wilhelm von Humboldt de Berlín Oriental (1986-1989). És doctor en Ciències Polítiques per la Universitat Autònoma de Barcelona amb una tesi sobre el partit verd alemany. Des de 1990 fins a 2008 va pertànyer al departament de Sociologia i Metodologia de les Ciències Socials de la Universitat de Barcelona; des de 1995 va ser professor titular de filosofia moral en la mateixa universitat.
Entre 1990 i 2003 va ser redactor de la revista de ciències socials i reflexió política Mientras Tanto. De 1996 a 2008 va formar part del Departament Confederal de Medi ambient del sindicat Comissions Obreres, com a responsable de biotecnologies i agroalimentación. Entre 1998 i 2005 va dirigir, juntament amb José María Parreño, la col·lecció de poesia Hoja por ojo en l'editorial valenciana Germanía.
Entre 2001 i 2008 va ser investigador en qüestions mediambientals de l'Institut Sindical de Treball, Ambient i Salut (ISTAS) de Comissions Obreres. També va ser membre del Consell de Greenpeace d'Espanya entre 2002 i 2006. En el curs 2008-2009 va ser professor convidat a la Facultat de Ciències Polítiques i Sociologia de la Universitat Complutense de Madrid (UCM). El 2009 es va incorporar al Departament de Filosofia de la Universitat Autònoma de Madrid (UAM) com a professor titular de filosofia moral.
Milita a Ecologistes en Acció i a Esquerra Anticapitalista, i és membre de la Societat Espanyola d'Agricultura Ecològica. Des de febrer de 2015 és membre del Consell Ciutadà de Podem a la Comunitat de Madrid.

## Estil literari
L'obra poètica de Jorge Riechmann s'enclava dins de la poesia de la consciència dins de les grans línies d'expressió de la poesia espanyola contemporània més recent i sarcàstica, i la seva estètica, compromesa, rep alguna influència de l'expressionisme. Quant a la seva estètica, Riechmann exigeix per a la poesia una funció correctora i "de resistència" davant l'espectacle immoral del seu temps, una poesia que afirmi i no es deixi guanyar pel pessimisme.

## Premis
Ha obtingut premis de poesia com els següents: Hiperión (1987) per Cántico de la erosión (ex aequo amb Miguel Casado), "Feria del Libro de Madrid-Parque del Buen Retiro" (1993), nacional "Villafranca del Bierzo" (1996), Premi Jaén (1997), Internacional Gabriel Celaya (2000), Stendhal de traducción (2000), Ciudad de Mérida (2008), entre d'altres.